# Traurigkeit
Traurigkeit ist eine Emotion, die auf einem meist schicksalhaften Ereignis gründet und eine tiefe Betroffenheit enthalten kann. Pierer’s Universal-Lexikon von 1863 schrieb dazu, Traurigkeit sei „das allgemeine, lebhafte, wenn auch nicht durch eine bestimmte, im Augenblick eben vorhandene Ursache erregte Schmerzgefühl“.

## Entstehung
Traurigkeit kann Teil einer Trauerreaktion sein, aber auch auf andere unerwünschte Ereignisse wie soziale Ablehnung, das Verfehlen eines persönlichen Ziels oder nichterfüllte Erwartungen folgen. Traurigkeit kann eine Emotion, aber auch das entsprechende subjektive Gefühlserleben bezeichnen. Sie kann beispielsweise entstehen durch
- den Tod nahestehender Personen mit möglichen Folge der Trauer und Verzweiflung,
- die Krankheit, Behinderungen, das Vermissen oder lebensbedrohliche Zustände nahestehender Personen,
- die Liebe (zum Beispiel unerfüllte Liebe, Probleme mit bestehenden Beziehungen oder Sehnsucht),
- Erfolglosigkeit,
- Mobbing[2]

und hat vielfältige und tiefgreifende Auswirkungen im unmittelbaren persönlichen Lebensumfeld. Traurigkeit kann ein Gefühl der Niedergeschlagenheit, des fehlenden Antriebs, einer Beeinträchtigung an Lebensfreude, von seelischem Schmerz und Bedrückung, einer Lebenskrise, auch Depression sein oder zu einer starken Kränkung führen. Laut Pierer zeigt sich die Traurigkeit „im Äußern durch erschlaffte Züge, gesenkte, matte, oft tränenvolle Augen, herabgezogene Mundwinkel, Blässe des Gesichts, kraftlose, langsame Sprache, Seufzen, gebeugte Haltung des Körpers“.
Von Melancholie spricht man insbesondere bei (oft langwieriger) Traurigkeit, die scheinbar grundlos einsetzt, fortdauert und von den Betroffenen auf keinerlei Auslöser oder Gründe zurückgeführt werden kann. Traurigkeit ist ein wesentlicher Aspekt der Tristesse, die allerdings sehr viel mehr Bedeutungen enthält.

## Redensarten und Ähnliches
Mehrere Redensarten befassen sich mit der Traurigkeit, beispielsweise:
- Kein Kind von Traurigkeit ist eine Umschreibung für eine lebensfrohe Person.
- Durch Traurigkeit wird das Herz gebessert.
- Traurigkeit den Mann bezwingt, dass er viel Heimlichkeit an den Tag bringt.
- Traurigkeit macht Herzeleid.